# Nagware
Nagware (от англ. nag — «надоедливое» и software — «программное обеспечение», также известен как begware, annoyware) — модель лицензирования компьютерных программ, использующая навязчивое напоминание о необходимости регистрации программы за определенную плату. Обычно это делается в виде выскакивающего сообщения, когда пользователь запускает программу, или периодически во время использования приложения. Это сообщение может появляться в виде окна, заслоняющего часть экрана, или окна сообщений, которые можно быстро закрыть. Некоторые nagware-программы оставляют сообщение на определенный период времени, заставляя пользователя ждать перед продолжением работы программы.
Целью, как правило, является то, что пользователь будет настолько недоволен сообщениями, что зарегистрирует или купит программу, чтобы избавиться от этих сообщений.
Примерами nagware являются Windows Genuine Advantage, Total Commander, WinRAR, WinZip, mIRC, BitDefender 2009 Free Edition, Sublime Text, AVG, Avira, Norton Internet Security, продукты Лаборатории Касперского и др.